# 凱洛格 (堪薩斯州)
凱洛格（Kellogg）為美國堪薩斯州考利縣的一座非建制地區。海拔高度359公尺（1,178英尺），聯邦資料處理標準代碼為20-36350，地名資訊系統編號為484528。

## 歷史
此社區的郵政局於1884年8月19日開設，期間持續營運直到1910年11月30日裁撤。